# Hamsa-Sandesha
Ne doit pas être confondu avec Hamsaduta.
Le Hamsa-Sandesha (en sanskrit : हंससन्देश; IAST : Haṃsasandeśa), ou Message du cygne, est un poème d'amour en sanskrit du XIIIe siècle écrit par Vedanta Desika (en). Long de seulement 110 stances, il décrit comment Râma, héros de l'épopée du Ramayana, envoie par l'intermédiaire d'un cygne un message à son épouse Sītā, prisonnière à Lanka du démon Ravana. Il appartient au genre du sandeśa kāvya, le « poème de messager », et est très étroitement modelé sur le Meghaduta de Kalidasa. Il est d'une importance particulière pour les Sri Vaishnavites (en), dont il célèbre le dieu, Vishnou.

## Sources
Le Hamsa-Sandesha doit beaucoup à ses deux prédécesseurs, le Meghaduta de Kalidasa et le Ramayana de Valmiki. L'influence du Meghaduta est très grande et volontairement visible : c'est la réponse d'un poète célèbre à un des plus fameux poèmes indiens. La dette de Vedanta Desika à l'égard de Valmiki est peut-être plus profonde, mais moins évidente et peut-être moins délibérée. Là où il joue consciemment avec les vers de Kalidasa, il traite plutôt le Ramayana comme une histoire adorée. Il est néanmoins aussi familier des détails du poème de Valmiki que de celui de Kalidasa, et il reprend des images et des détails précis de l'épopée.

## Le poète
Vedanta Desika (en) (IAST : Vedānta Deśika) est surtout connu comme un important acarya (précepteur spirituel) dans la tradition srivaishnavite (en) de l'Inde du Sud, défenseur de la doctrine philosophique du Vishishtâdvaita. Il a été un écrivain prolifique en tamoul et en sanskrit, composant plus d'une centaine d'œuvres philosophiques, religieuses et littéraires ; l’Hamsa-Sandesha est sa seule œuvre de ce type.

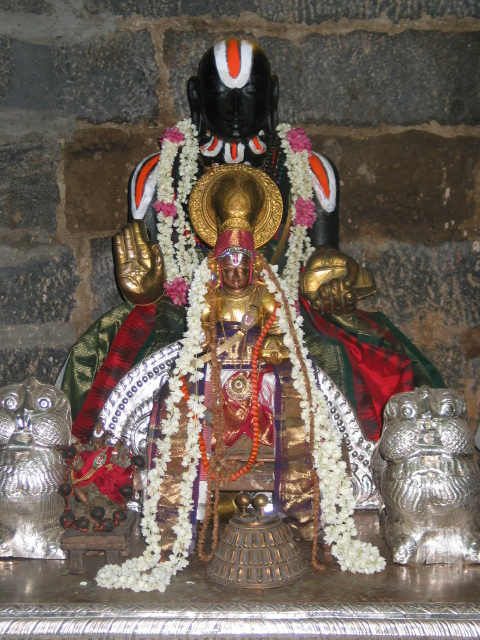
Vedanta Deshika est vénéré à Kanchipuram sous le nom de Swamy Sri Vedanta Desikan.

Vedanta Deshika est né en 1269. Il existe un récit populaire de sa naissance : ses dévots parents n'avaient pas d'enfants ; un jour, ils firent chacun le même rêve, dans lequel il leur était dit d'aller à Tirupati, un important centre de pèlerinage de l'Inde du Sud, où leur serait donné un fils. Une fois sur place, sa mère fit un nouveau rêve, dans lequel elle donnait naissance à la cloche de Venkatesha (en), le dieu de Tirupati (une incarnation de Vishnou). Le lendemain, la cloche (ghaṇṭa) du temple de Tirumala Venkateswara (en) était manquante et le chef des prêtres, qui avait lui aussi eu une visite divine, fit fêter la naissance imminente d'un enfant envoyé par le dieu. Douze ans plus tard naquit Veṇkaṭeśa, le ghaṇṭa-avatāra (incarnation de la cloche), plus tard connu sous le nom de Vedanta Deshika (un nom honorifique signifiant littéralement « guide du Védanta »). Enfant brillant, il stupéfiait à cinq ans les prêtres les plus âgés et proclamait à vingt qu'il avait appris tout ce qu'il fallait savoir.
Vedanta Deshika fut le principal acarya de Kanchi (aujourd'hui Kanchipuram, dans le Tamil Nadu), le centre de la communauté srivaishnavite (en) du nord, avant d'aller vivre à Shrirangam (près de Madurai, dans le sud du Tamil Nadu), le centre des Srivaishnavites du sud. C'est là qu'il est mort en 1370, de retour dans la cité après sa mise à sac par les musulmans et sa reprise par les hindous. Son intention en écrivant ce poème était d'attirer les amateurs de littérature sanskrite vers la philosophie du Sri Vaishnavisme en y introduisant des concepts de celle-ci.

## Structure du texte
Comme le Meghaduta de Kalidasa, le Hamsa-Sandesha comporte deux parties bien distinctes. La première moitié, de 60 stances, décrit comment Râma aperçoit le cygne et l'engage comme son messager, puis lui décrit la route qu'il devra suivre et les nombreux endroits — principalement des lieux sacrés — où il devra faire halte. La seconde partie commence à Lanka, où le poète nous présente le bosquet d'ashokas où est détenue Sītā, l'arbre śiṃṣūpa sous lequel elle est assise et finalement Sītā elle-même dans une série de stances. Le message à Sītā lui-même ne compte que 16 stances, après quoi Râma remercie le cygne et le narrateur termine l'histoire du Ramayana. Le poème se termine par une note autobiographique de son auteur.

## Hamsa

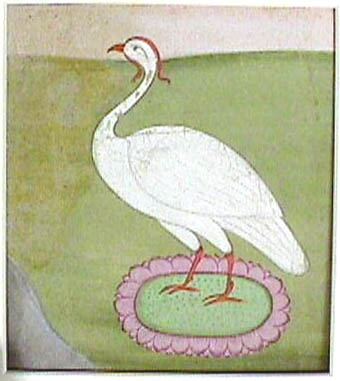
Peinture indienne d'un hamsa, vers 1750.

Le messager du poème est désigné comme un « rājahaṃsa », un haṃsa royal. Selon l'indianiste Monier-Williams (1819-1899), un haṃsa est « une oie, un jars, un cygne, un flamant ou un autre oiseau aquatique » et il note que le nom peut renvoyer à un oiseau poétique ou mythique. Bien qu'il soit souvent identifié à un cygne, particulièrement dans l'Inde actuelle, les ornithologistes ont fait remarquer que cet oiseau n'existait pas dans la faune indienne et les traductions occidentales tendent à favoriser « oie » ou « flamant », « grue » étant aussi une possibilité.

## Genre
Le Sandesha Kavya (saṃdeśa kāvya, poème de messager), est un des genres littéraires les mieux définis de la littérature indienne. Il en existe environ 55 en sanskrit, et d'autres en langues vernaculaires. Ils sont représentés dans toute l'Inde, que ce soit chronologiquement, topographiquement ou idéologiquement : il y en a de musulmans et de chrétiens, et on en compose encore aujourd'hui. Tous s'inspirent plus ou moins du Meghaduta. Ils présentent deux amants séparés, dont l'un adresse à l'autre un message, et sont donc conçus pour évoquer le Shringara rasa (sentiment amoureux). Et ils sont tous en deux parties, l'une consacrée au trajet que doit suivre le messager, l'autre à sa destination, au destinataire et au message lui-même.

## Métrique
Le mètre sanskrit utilisé dans le Hamsa-Sandesha est le mandākrāntā (« qui avance lentement »), considéré comme adapté au thème de la séparation amoureuse. Les caractéristiques de ce mètre sont exposées dans la ligne suivante (elle-même de rythme mandākrāntā) : 

« mandākrāntā jaladhi-ṣaḍ-agaur-mbhau natau tād-gurū cet. »

Cette ligne signifie, grâce à plusieurs termes techniques, que le mètre mandākrāntā possède une césure naturelle après les quatre premières syllabes, puis une après les six suivantes, les sept dernières syllabes formant un groupe unique. Il est plus précisément défini comme contenant différents gaṇas, c'est-à-dire des pieds formés de combinaisons prédéfinies de syllabes guru et laghu – longues et courtes. Chaque ligne se présente de la façon suivante :
(- - -) (- | u u) (u u u) (- | - u) (- - u) (-) (-)
Les barres verticales représentent les césures naturelles et les parenthèses encadrent les pieds prédéfinis. Chaque stance est constitué de quatre éléments de ce genre.

## Commentaires et critiques
Le Hamsa-Sandesha a été écrit pendant la renaissance littéraire médiévale, longtemps après l'apogée de la littérature sanskrite, et relève de la littérature régionale sanskrite d'après l'an 1000. Cet ensemble littéraire a bénéficié de moins de reconnaissance nationale que ses prédécesseurs et dans l'Inde moderne la plupart de ses œuvres sont oubliées. Le Hamsa-Sandesha a lui aussi sombré dans l'obscurité, sauf pour les Sri Vaishnavites (en).
La critique locale tend à se focaliser sur les rapports du poème avec le Meghaduta, ou sur sa signification religieuse et philosophique. Les études occidentales modernes de l'œuvre et de son auteur comprennent des livres et des articles de Stephen P. Hopkins, ainsi que d'Yigal Bronner et David Shulman.